# Bahnhof Weimar
Der Bahnhof Weimar ist der wichtigste Bahnhof im Stadtgebiet von Weimar in Thüringen und liegt etwa einen Kilometer nördlich der Weimarer Innenstadt am Ende der Carl-August-Allee, wo er von der Schopenhauerstraße gekreuzt wird, an der Thüringer Bahn. Er trägt den Beinamen KulturBahnhof, der auf mehreren Tafeln im Bahnhof vermerkt ist. Innerstädtisch wird zudem auf Wegweisern sowie auf Buszielanzeigern und -fahrplänen die Bezeichnung Hauptbahnhof verwendet, die bahnamtliche Bezeichnung des Bahnhofs lautet aber nur Weimar.

## Geschichte

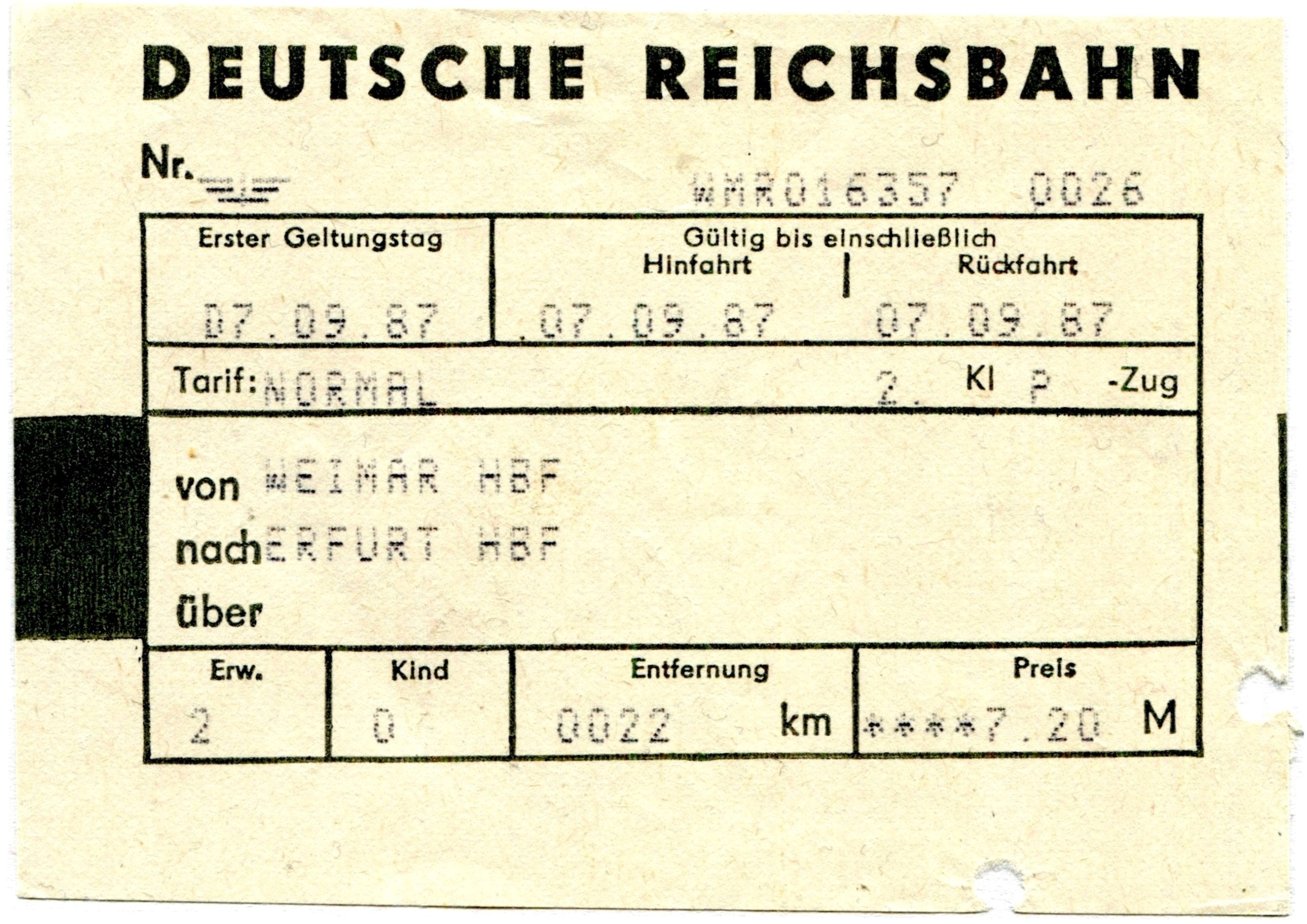
Fahrschein Deutsche Reichsbahn von Weimar nach Erfurt aus dem Jahr 1987

Der Bahnhof wurde 1846 als Endpunkt einer von Halle (Saale) kommenden Eisenbahnstrecke errichtet. 1847 wurde diese Strecke in Richtung Westen nach Erfurt fortgeführt, die bald darauf durchgängig bis Bebra befahrbar war. Im Jahr 1876 folgte eine zweite Strecke, die über Jena nach Gera führte. 1887 wurde eine dritte Strecke über Bad Berka nach Kranichfeld und Blankenhain eröffnet. Im selben Jahr folgte als vierte am Bahnhof anknüpfende Strecke die 1000-Millimeter-Schmalspurbahn Weimar–Rastenberg/Großrudestedt der Weimar-Rastenberger Eisenbahn-Gesellschaft. Diese wurde im Jahr 1946 abgebaut.
Zwischen 1914 und 1922 entstand ein neues, repräsentatives Empfangsgebäude im neoklassizistischen Stil. Die Bauarbeiten ruhten wegen des Ersten Weltkriegs ab 1916. Ab 1943 liefen die Häftlingstransporte zum KZ Buchenwald über die hier beginnende Anschlussstrecke nach Buchenwald. Am Osteingang des Hauptbahnhofs wurde daher 1998 eine Gedenktafel angebracht, die an die Ankunft der Opfer des antijüdischen Pogroms in Weimar erinnert. Zwischen 1946 und 1953 wurde auf einem Teil der Buchenwaldbahn öffentlicher Personenverkehr durchgeführt. Ende 1951 verkehrten zwei Zugpaare von Montag bis Samstag, eins von Montag bis Freitag und eins nur mittwochs und samstags über den Bahnhof Weimar-Nord, Schöndorf, Wohlsborn und Großobringen.
Zu Zeiten der Deutschen Demokratischen Republik erfolgte dann die Elektrifizierung der Bahnstrecke von Naumburg nach Erfurt. Die Inbetriebnahme war am 24. September 1967. Der Bahnhof Weimar stand mit einer Zahl von 116 regelmäßigen An- und Abfahrten von Fernverkehrszügen im Sommerfahrplan 1989 an fünfter Stelle im Netz der Deutschen Reichsbahn.
2005 wurde der Bahnhof von der Allianz pro Schiene zum Bahnhof des Jahres in einer Stadt unter 100.000 Einwohner gewählt.
Weimar war von 2000 bis 2015 ein regulärer ICE-Systemhalt mehrerer ICE-Linien. Weimar war 1999 mit dem EC direkt mit Paris und Prag und in den Folgejahren mit dem City Night Line (CNL) direkt an Zürich, Basel und Prag angebunden.
Im Rahmen eines baubedingten Fahrplans in den Jahren 2014 und 2015 hielten wieder zweistündlich ICE-Züge in Weimar. Mit Inbetriebnahme der Neubaustrecke Erfurt–Leipzig/Halle (Verkehrsprojekt Deutsche Einheit Nr. 8) im Dezember 2015 hat Weimar seinen Status als Fernverkehrs-Systemhalt verloren. Das tägliche ICE-Zugangebot am Bahnhof Weimar ging von 15 Zügen auf einen Zug zurück (seit 2018 ICE-Linie 11 München–Berlin mit dem ICE 4), das Intercity-Angebot von 15 auf sechs tägliche Züge. Fast alle Intercity-Express-Züge zwischen Leipzig/Halle und Erfurt fahren nunmehr über die Neubaustrecke.
Im Weimarer Stadtgebiet werden vom Bahnhof Weimar der Berkaer Bahnhof sowie fünf Haltepunkte: Oberweimar, Weimar-West, Nohra (b Weimar), Holzdorf, Legefeld und Obergrunstedt (Tarifbereich Weimar) angefahren.
Bereits mit der Schaffung des ICE-Knotenpunkts Erfurt im Jahr 2015 war eine Regio-S-Bahn Thüringen angekündigt worden. 2020 beschloss der Stadtrat von Weimar gemeinsam mit den Stadträten der Thüringer Städtekette (Eisenach, Gotha, Jena und Altenburg) die Schaffung einer Regio-S-Bahn Thüringen mit einer Linie mit Halt in Weimar zu fordern. Die Stadträte fordern gemeinsam mit Thüringens Eisenbahn- und Verkehrsgewerkschaft (EVG) die Landesregierung Thüringens und alle Beteiligten auf, die Regio-S-Bahn Thüringen mit zwei Linien zu realisieren.

Historische Ansichten des Bahnhofs Weimar
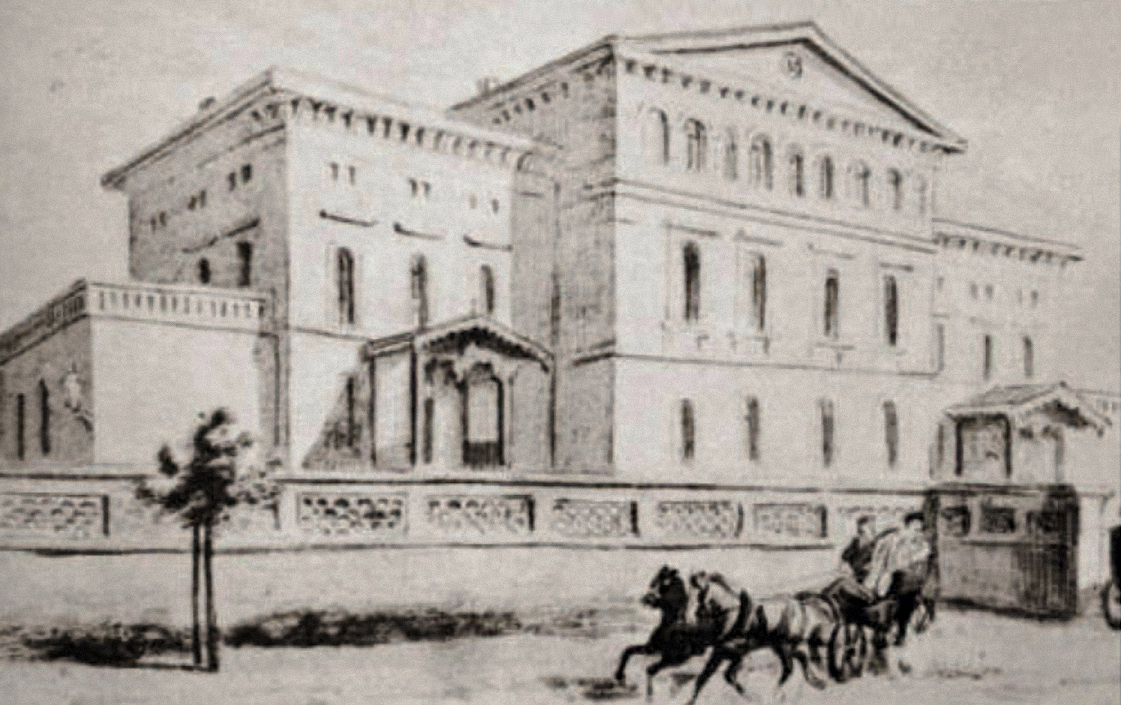
Staatsbahnhof 1846
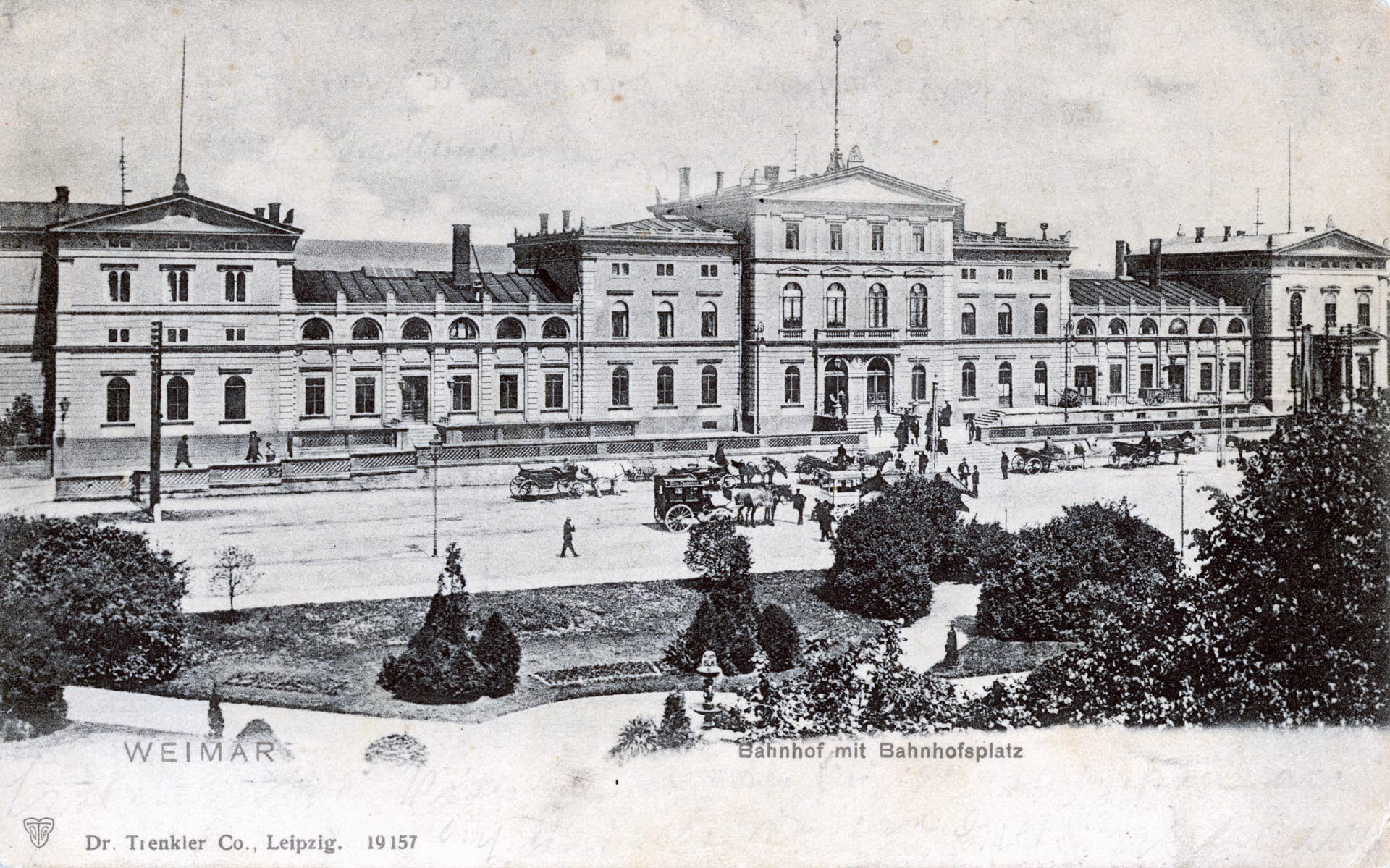
Staatsbahnhof mit Vorplatz um 1900
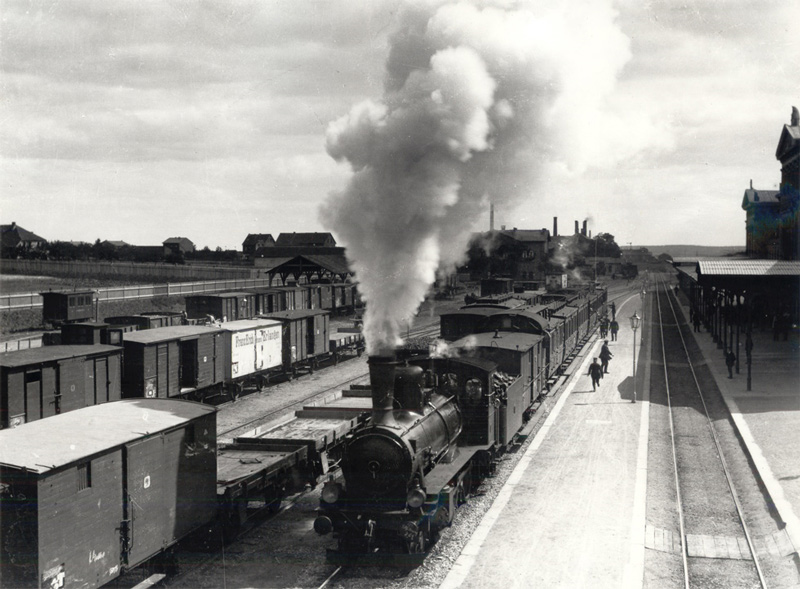
Staatsbahnhof Bahnsteige in Weimar um 1900
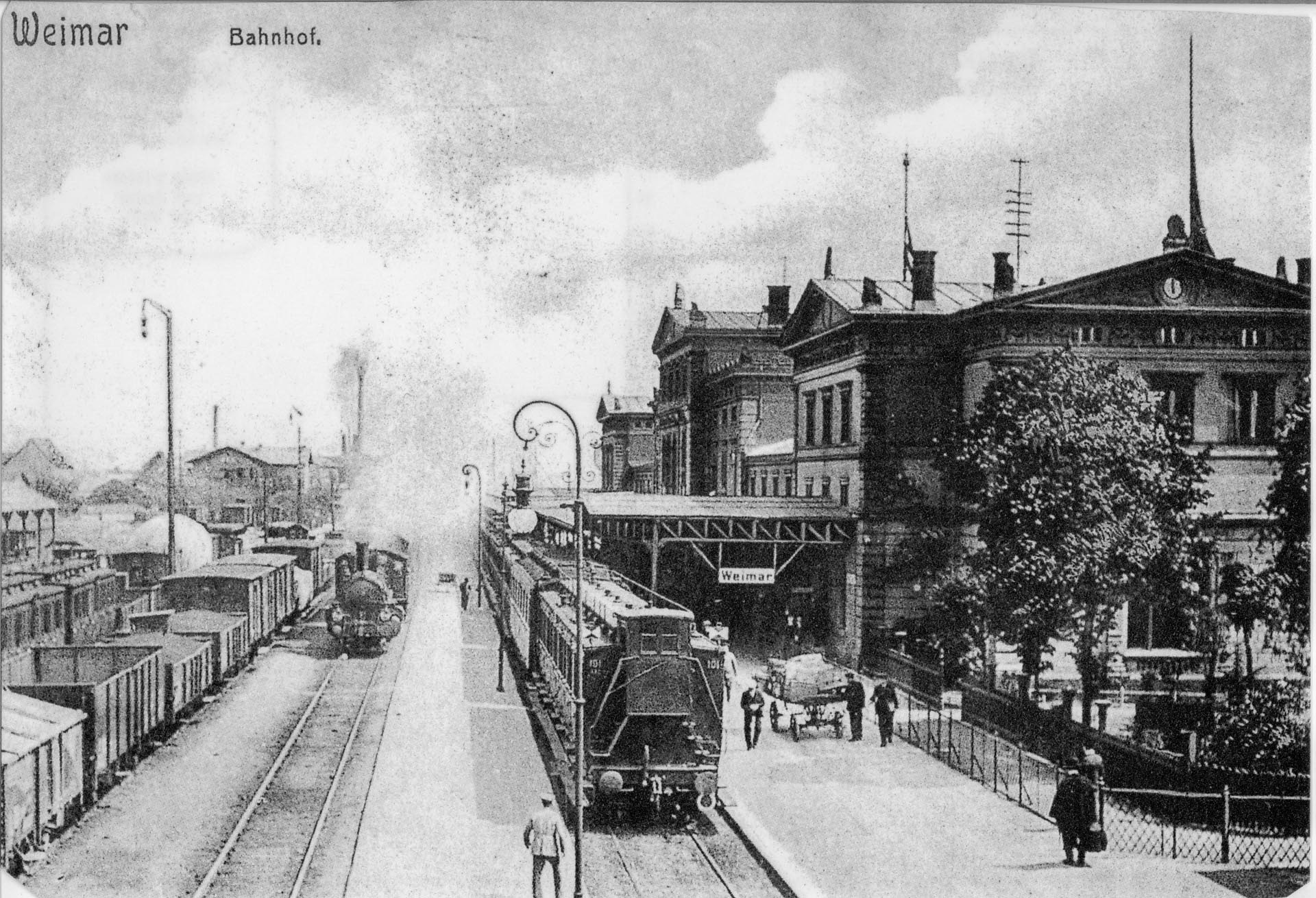
Staatsbahnhof Bahnsteige in Weimar um 1910
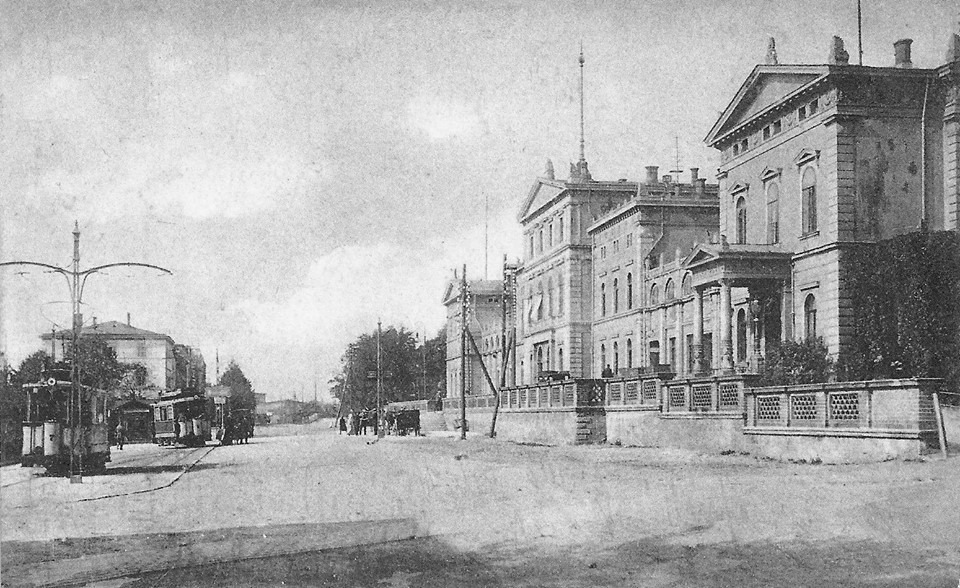
Straßenbahn auf dem Bahnhofsvorplatz am alten Staatsbahnhof um 1900
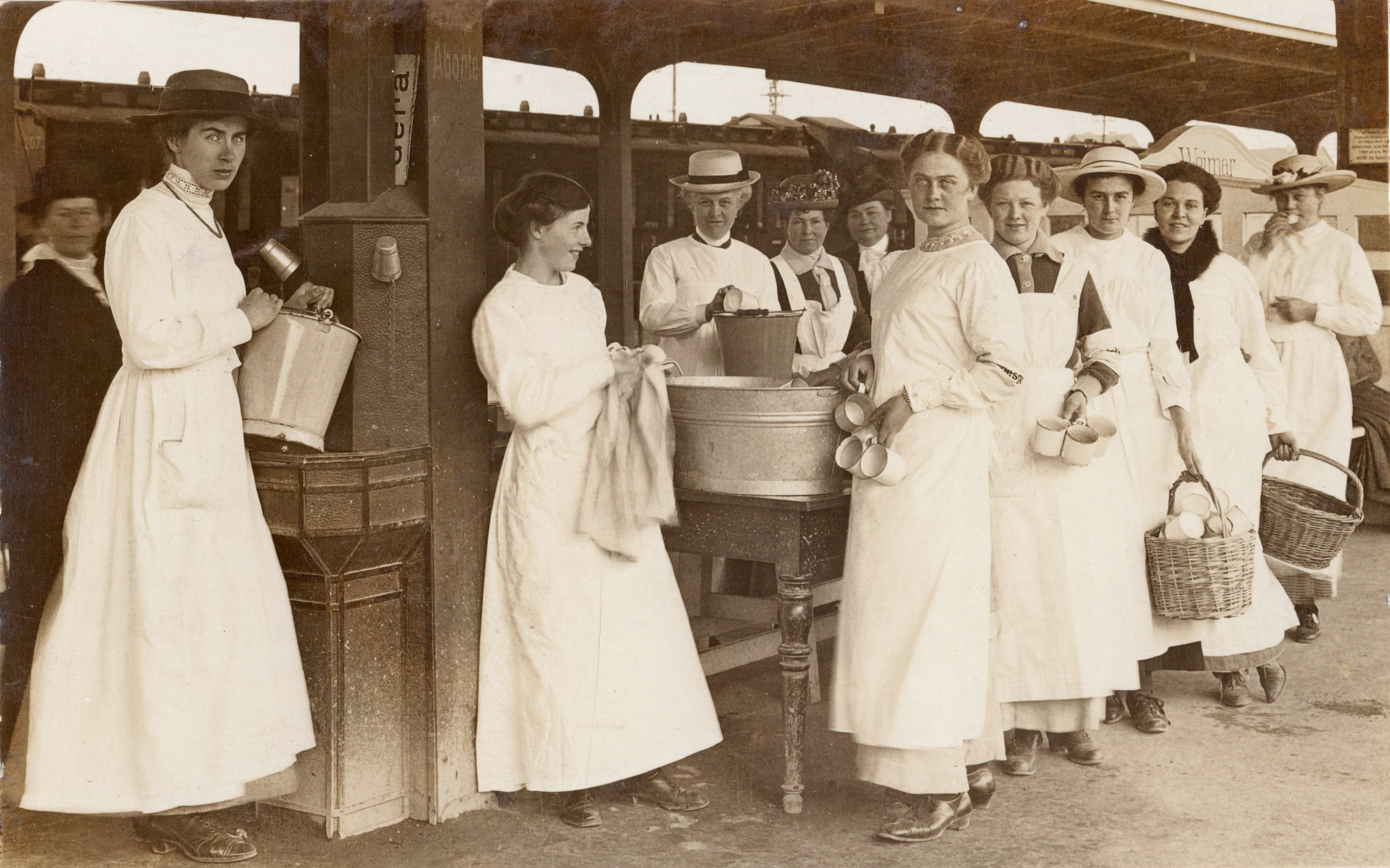
Bahnhof Weimar Truppenversorgung im Ersten Weltkrieg durch das Deutsche Rote Kreuz (1915)
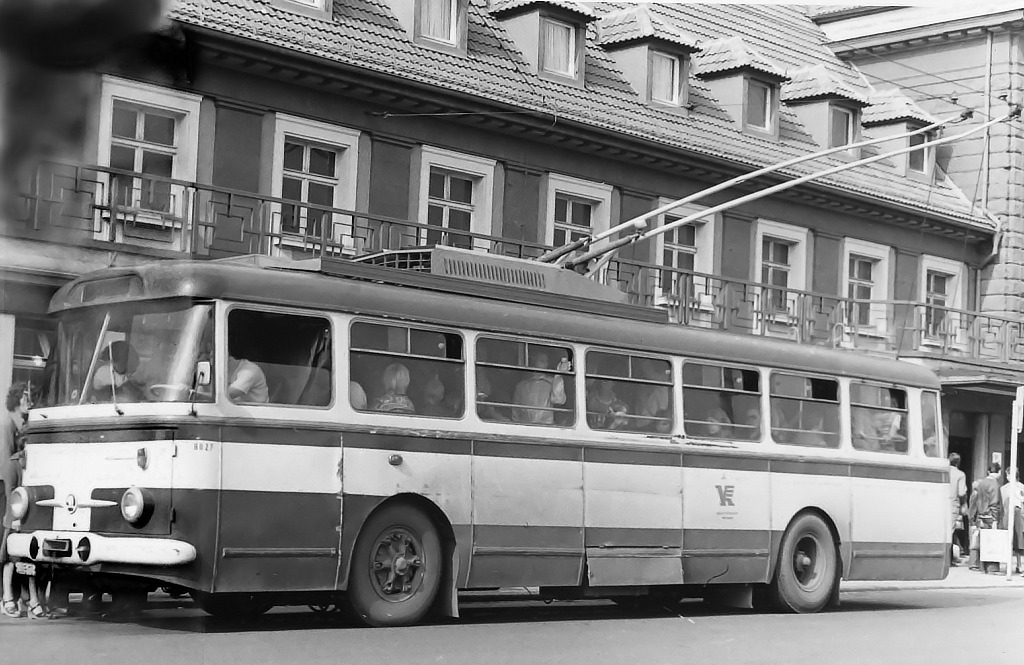
Škoda 9Tr Nummer 8027 vor dem Bahnhof Weimar (Juni 1978)
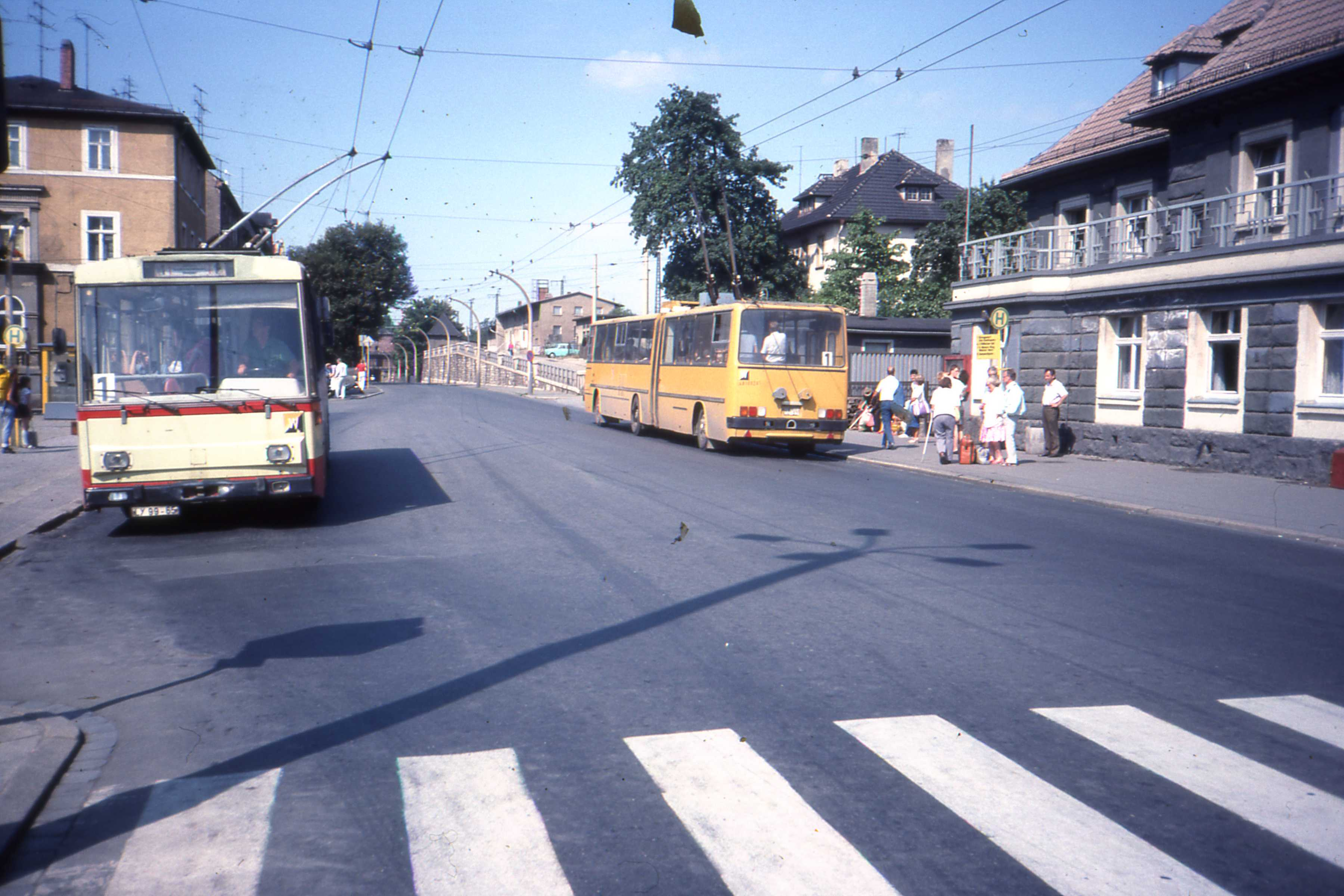
O-Busse vor dem Bahnhof Weimar (1989)
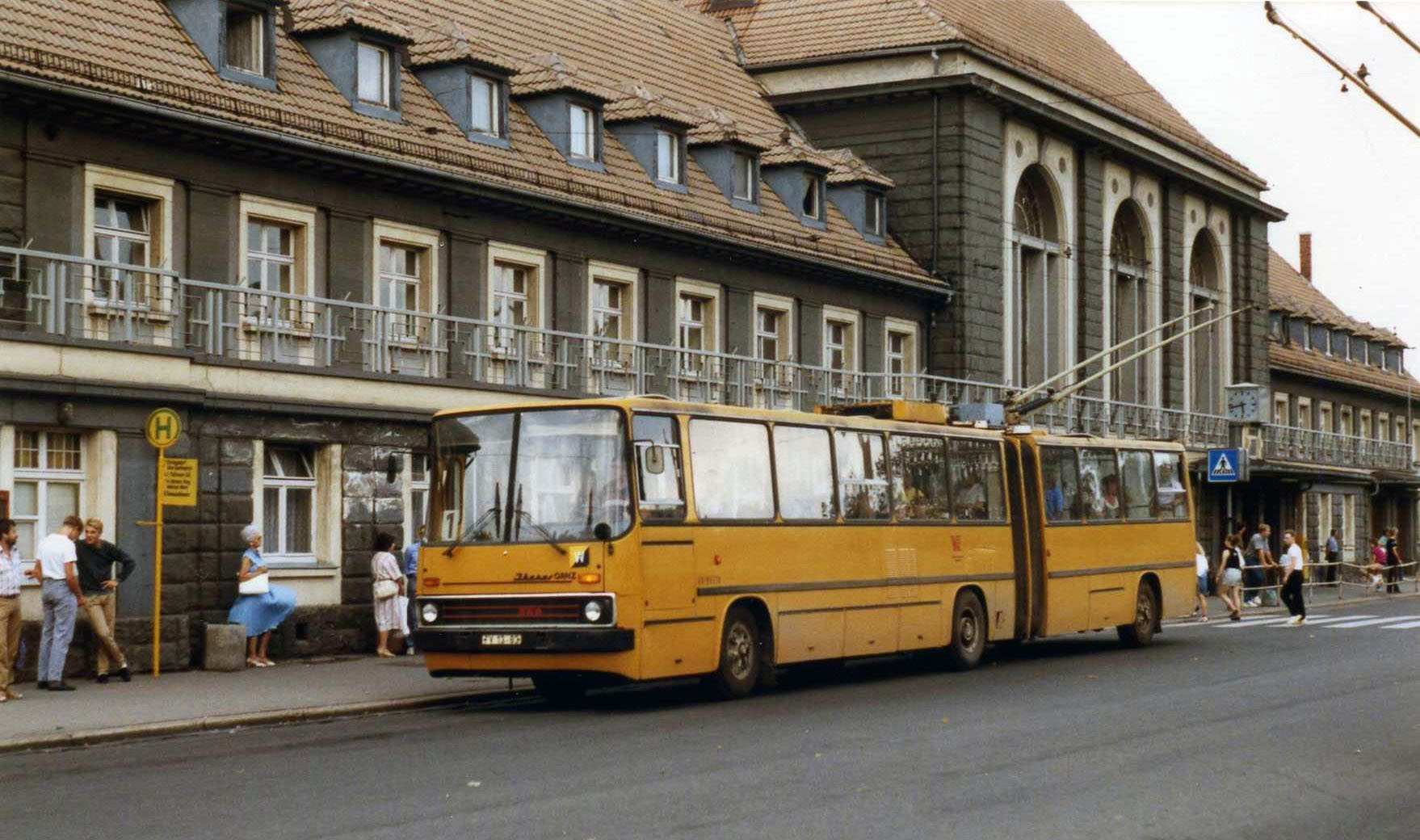
Oberleitungsbus vor den Bahnhof Weimar (um 1990)

Aktuelle Ansichten des Bahnhofs Weimar
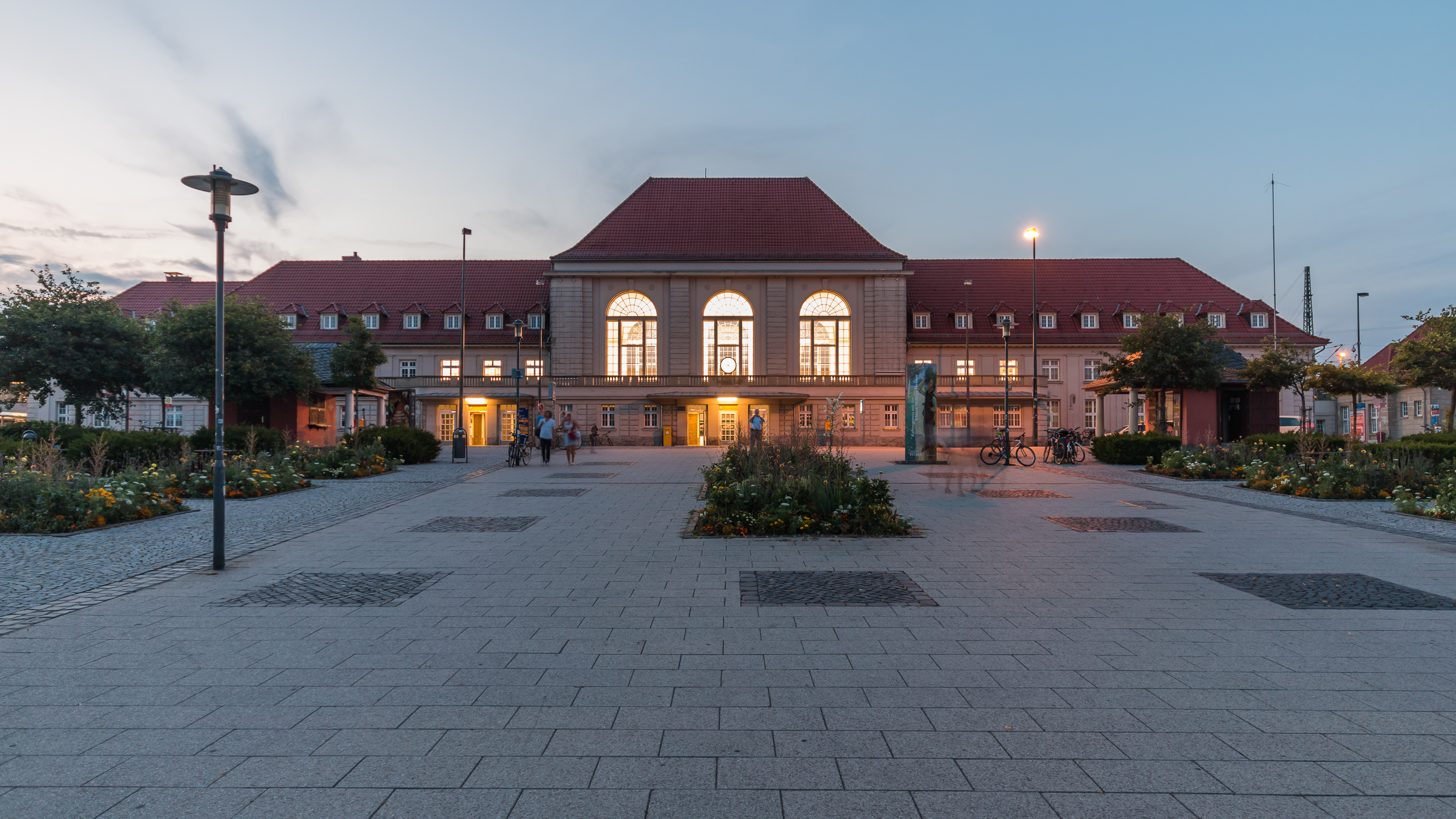
Bahnhof Weimar am Abend
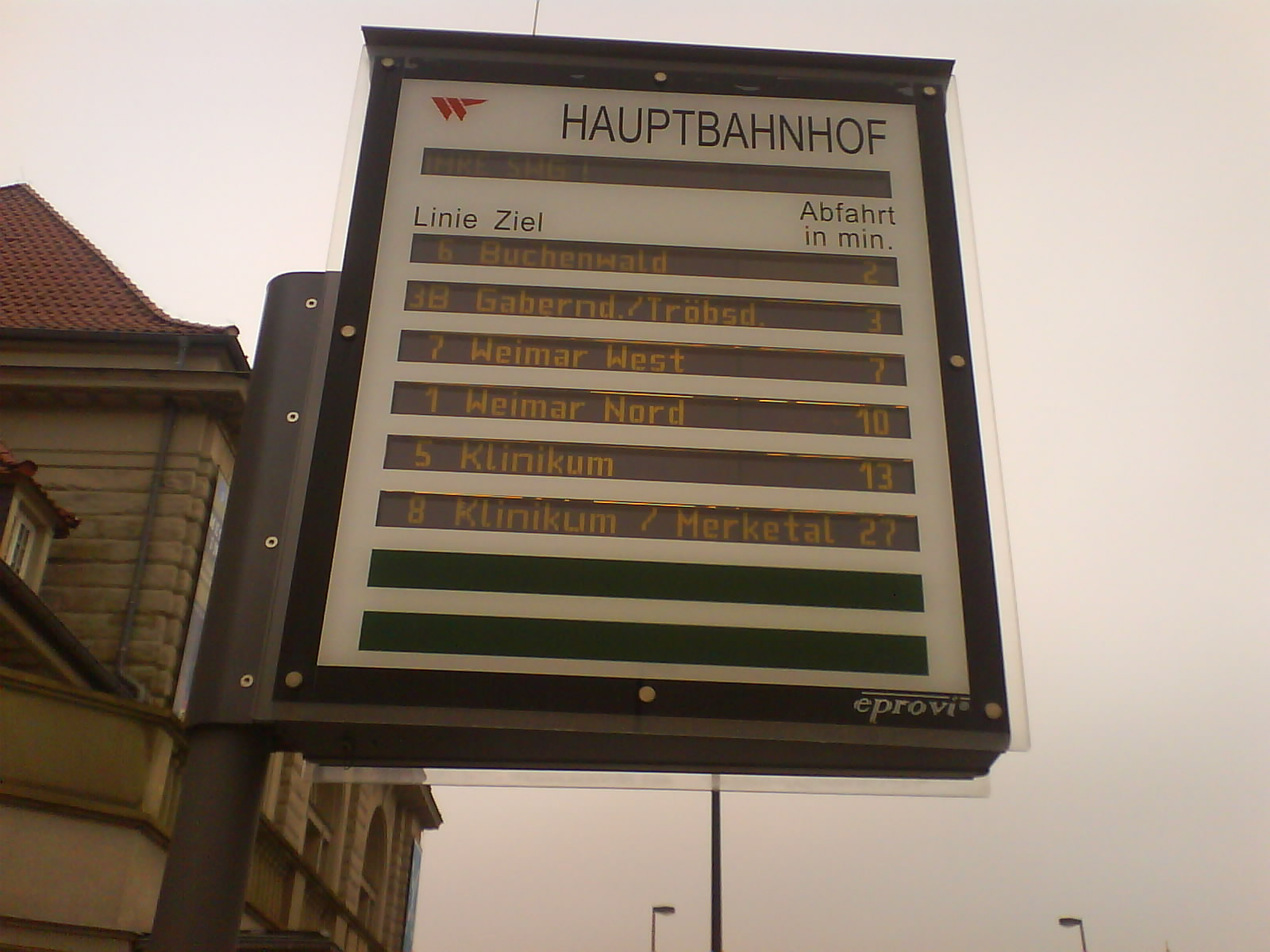
Bus-Anzeigetafel am Bahnhofsvorplatz (2007)
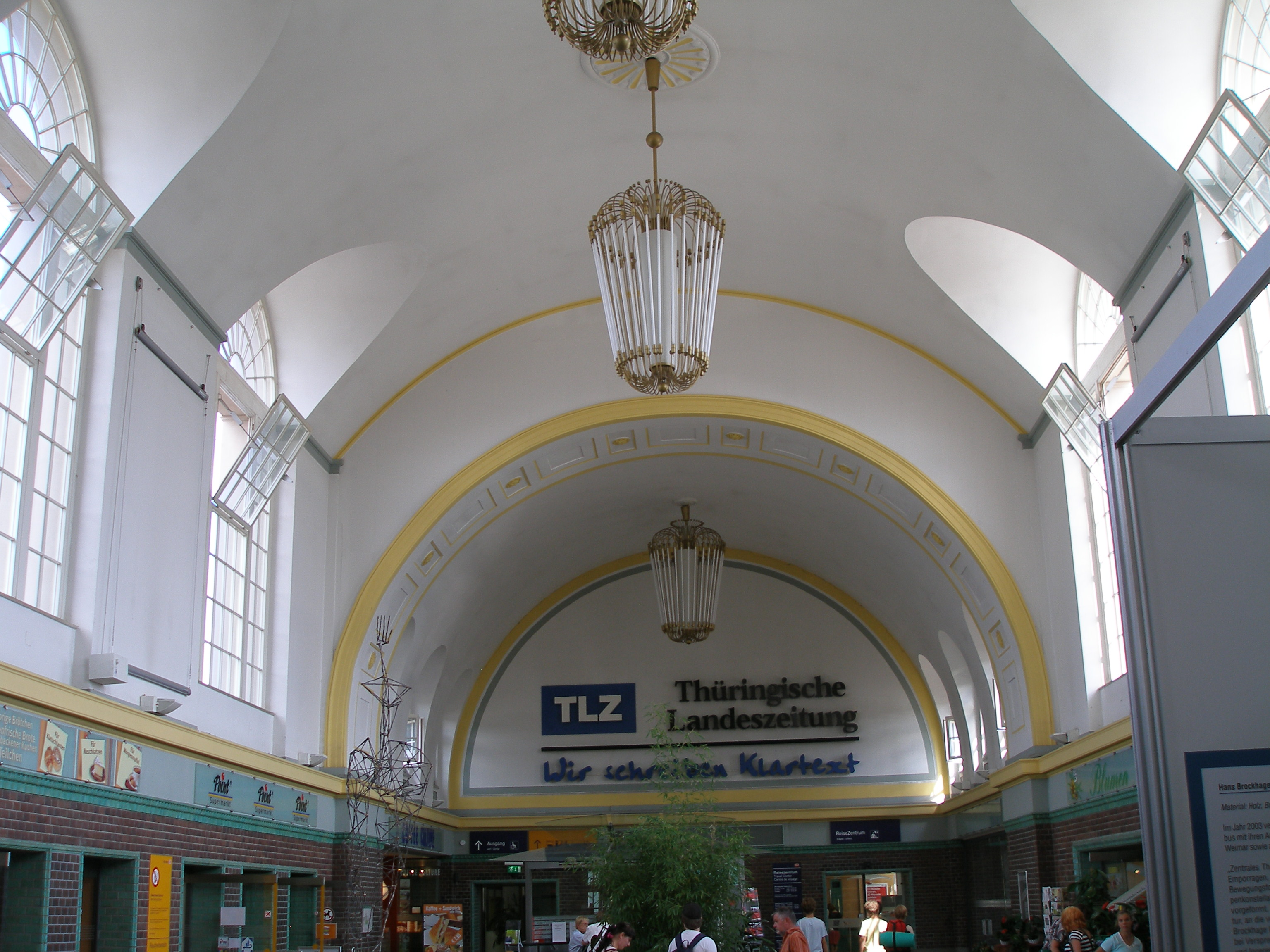
Bahnhofshalle, Innenansicht in Richtung Osten (2013)
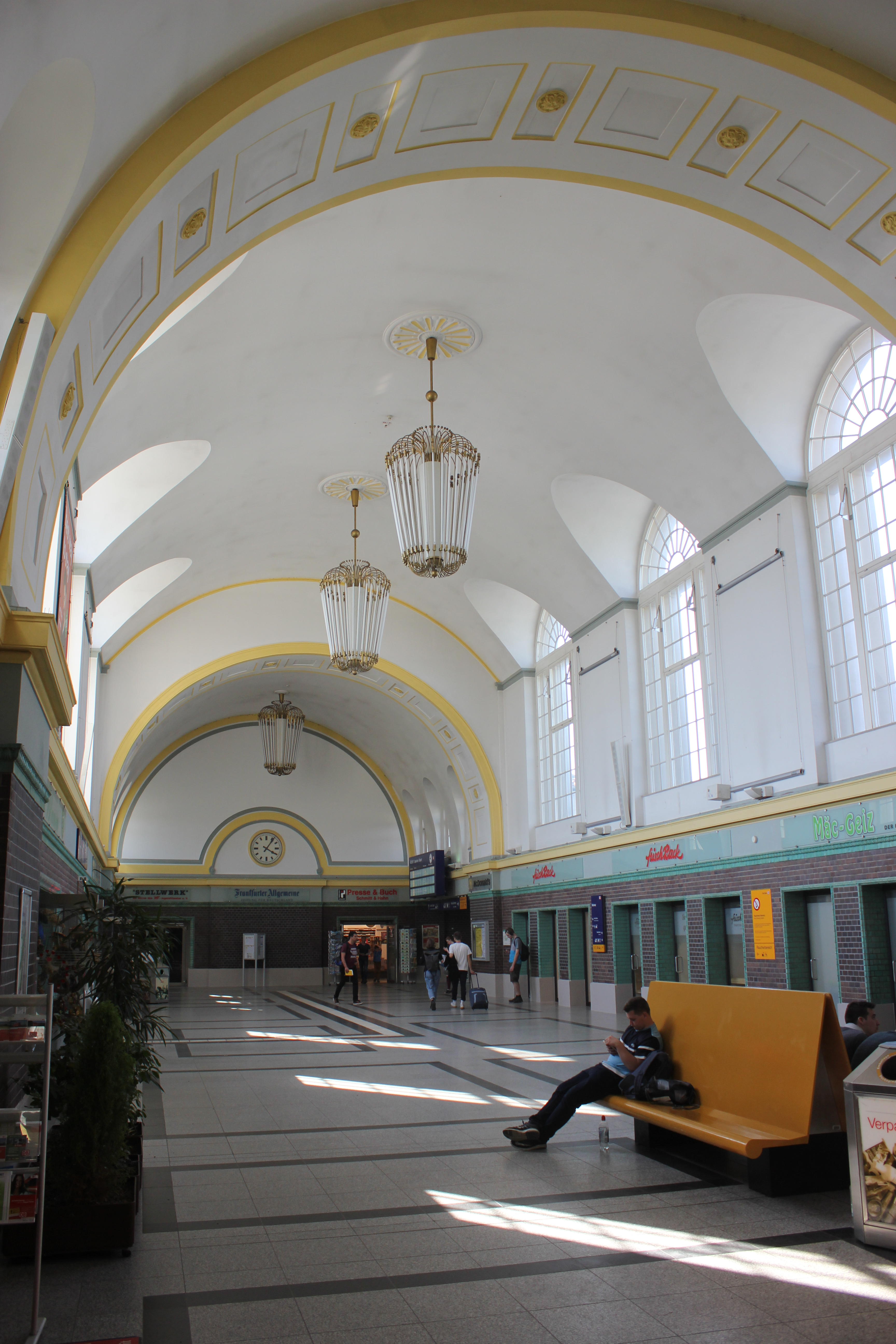
Bahnhofshalle, Innenansicht in Richtung Westen (2018)
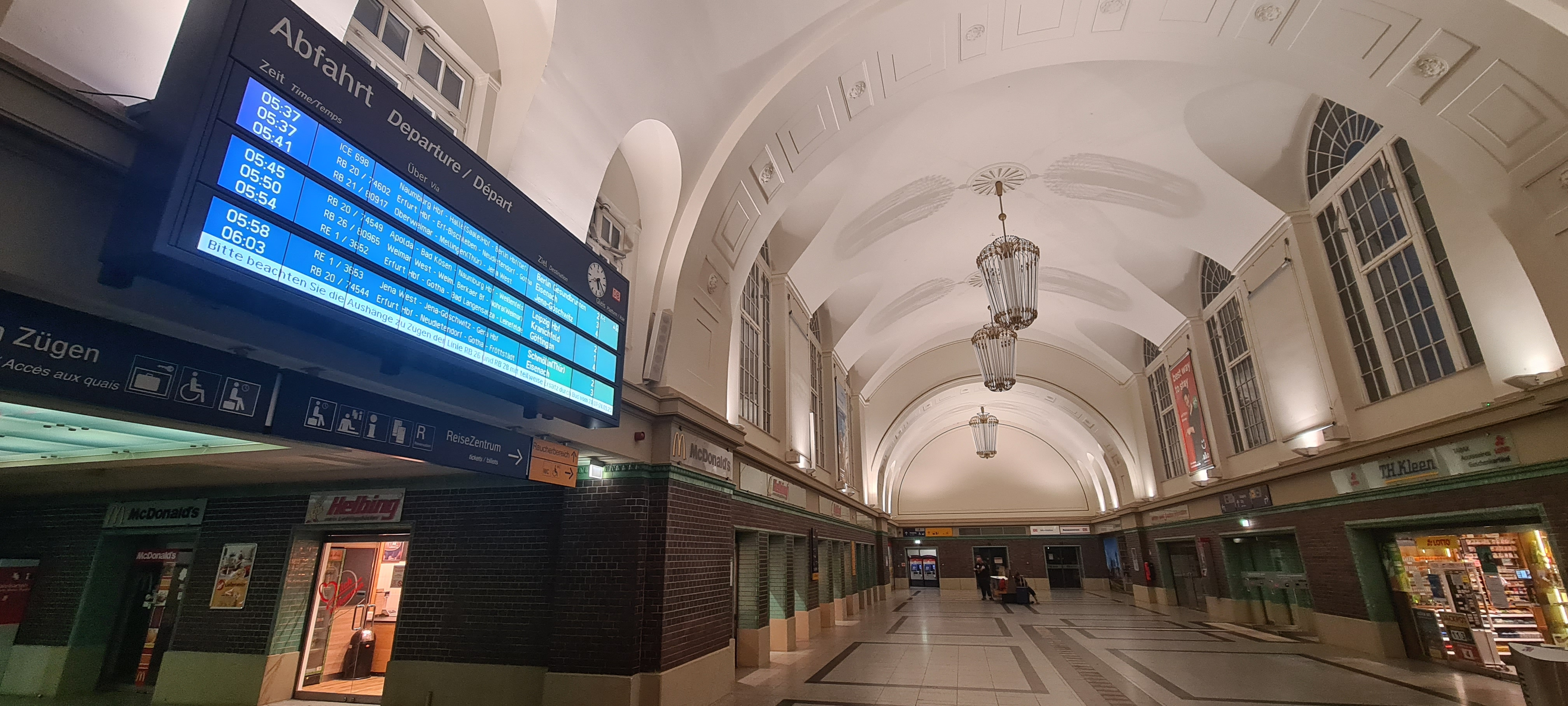
Bahnhofshalle mit Anzeigetafel, Innenansicht in Richtung Osten (2023)
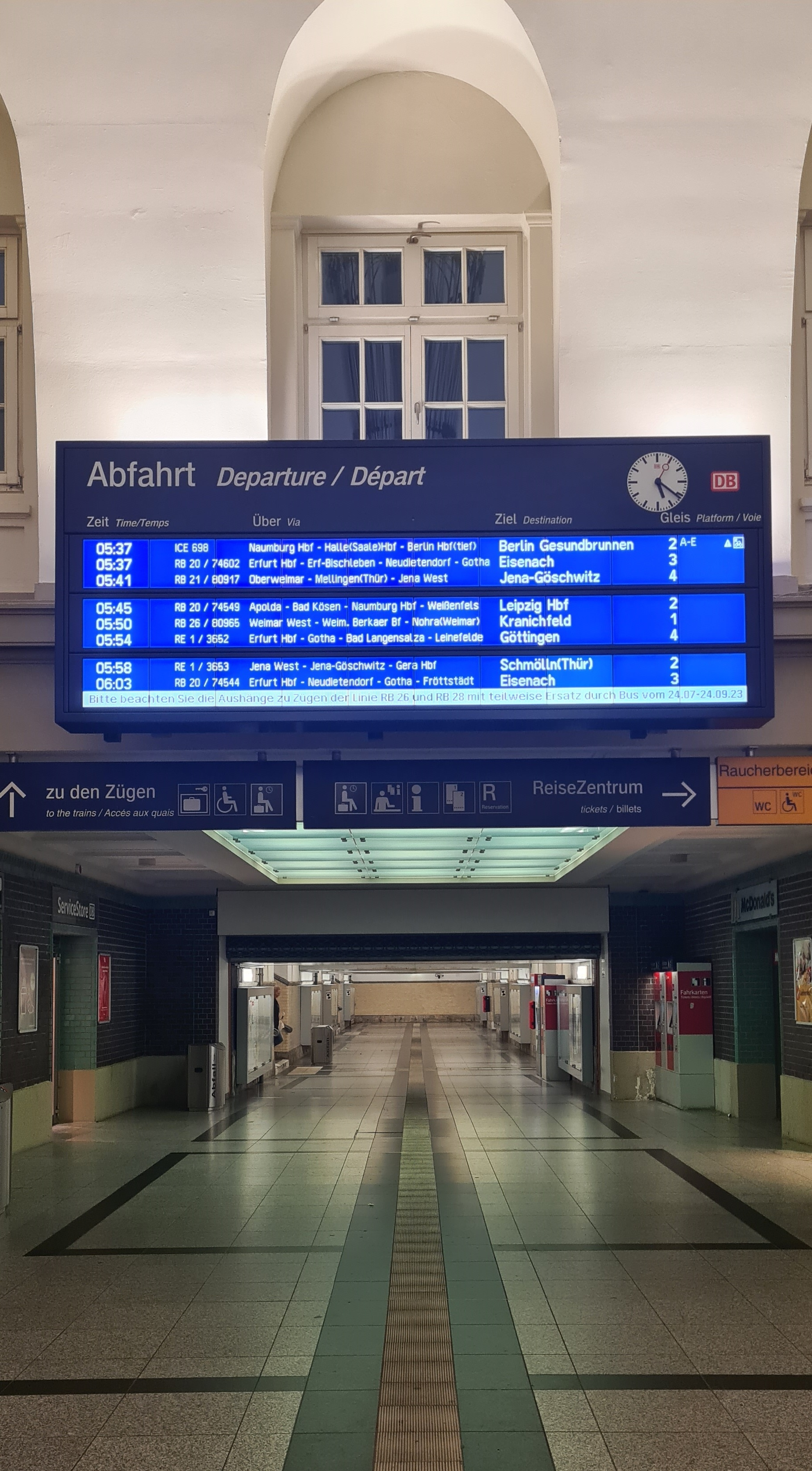
Bahnsteigtunnel mit Abfahrtstafel (2023)
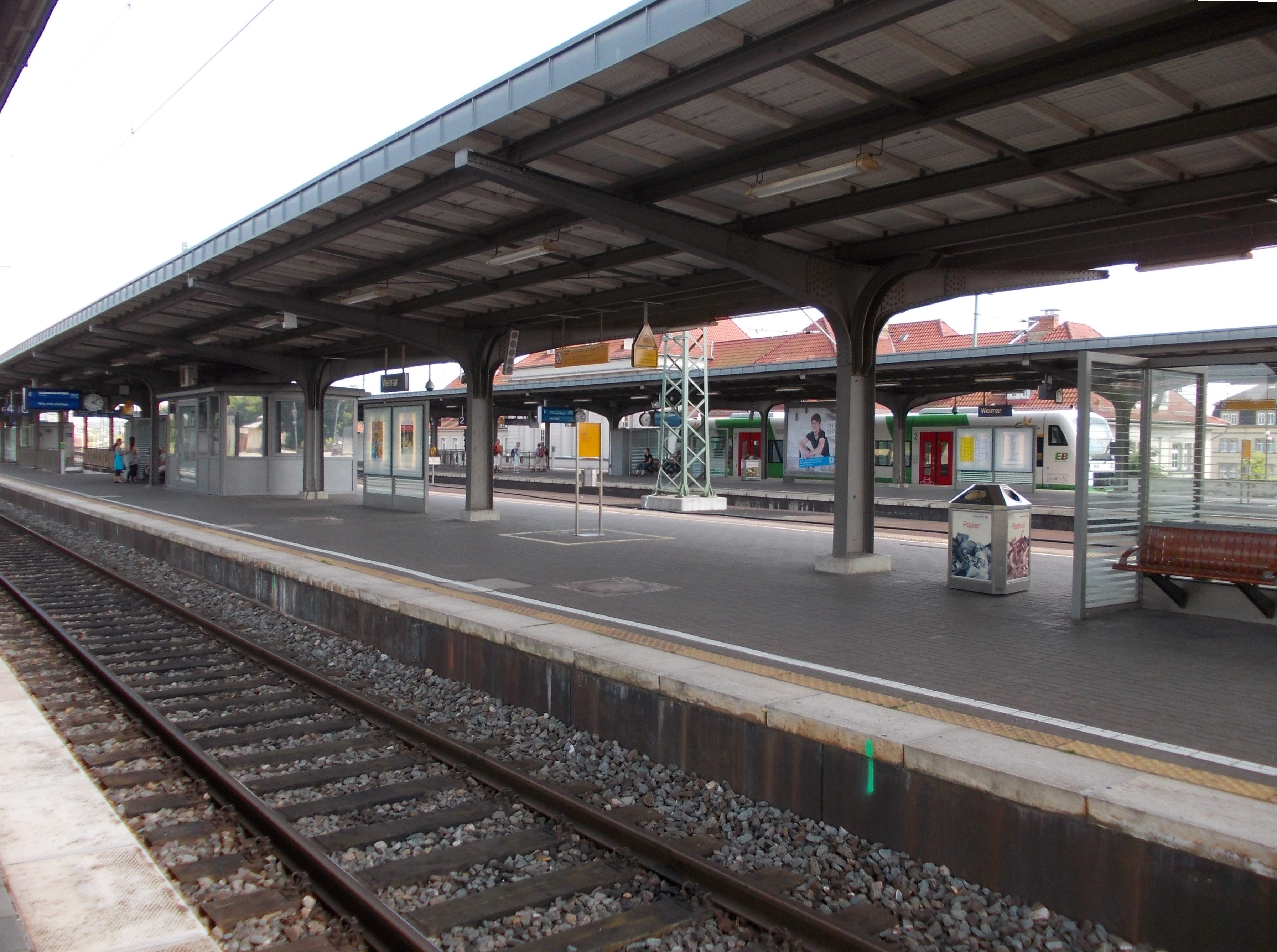
Bahnsteige (2013)
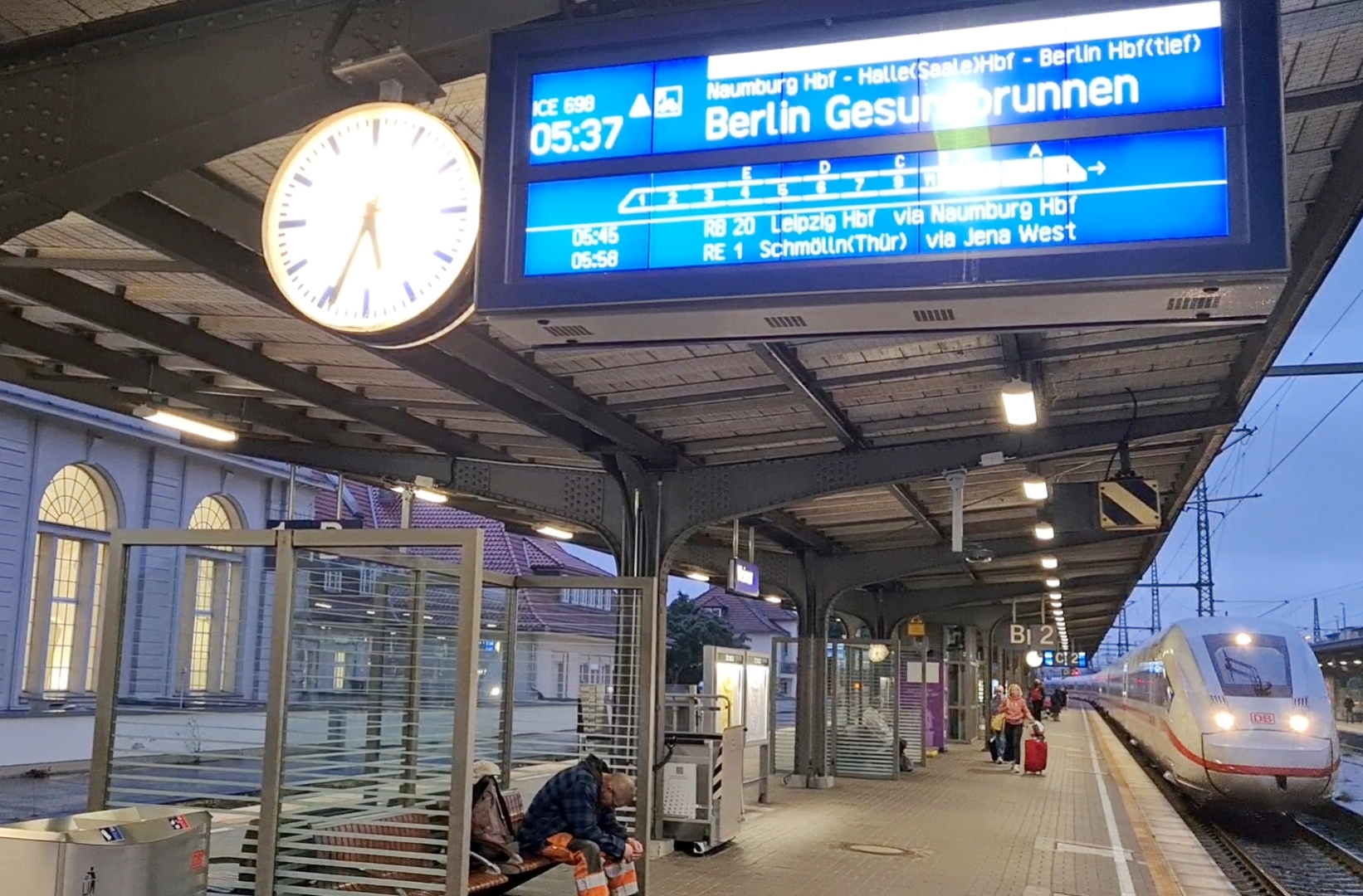
Einfahrt eines ICE mit Blick auf Gleis 2 (2023)

## Anlagen

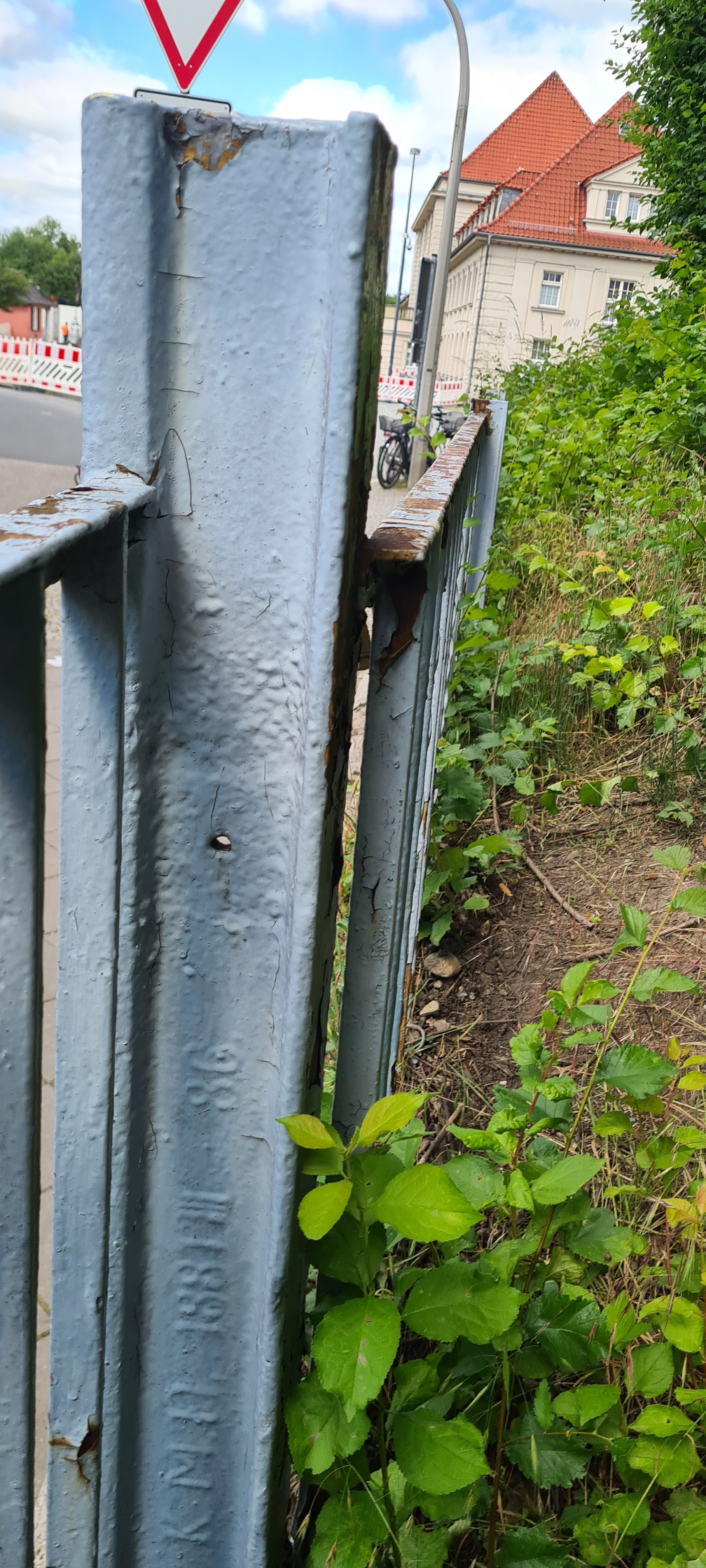
Schiene als Zaunpfeiler mit Walzzeichen K.M.H. (Königin-Marien-Hütte Cainsdorf) von 1881 am Bahnhof

### Bahnsteige
Die Bahnsteige waren zum Teil nicht barrierefrei zu erreichen, da Aufzüge teilweise seit Jahren defekt waren. 2021 wurden nach und nach alle Aufzüge erneuert. Alle Bahnsteige haben eine Höhe von 55 Zentimetern, die Bahnsteigkanten 1 bis 4 sind 320 Meter lang, an Gleis 5 sind es 340 Meter.

### Stellwerke
Im Jahr 2025 existiert im Bahnhof Weimar nur noch das Fahrdienstleiterwerk B3. Dieses Gleisbildstellwerk der Bauform GS II DR ging am 22. Mai 1967 in Betrieb. Es ersetzte fünf elektromechanische Stellwerke der Bauform Siemens & Halske 1912. Die beiden dazugehörenden Rangierstellerke R4 und R5 (ersteres mit im Gebäude des Befehlsstellwerkes B3) sind seit etwa 2003 nicht mehr in Betrieb.

### Bahnbetriebswerk
Östlich des Bahnhofs zwischen den Strecken nach Halle und Gera liegt das ehemalige Bahnbetriebswerk mit Drehscheibe und zwölfständigen Lokschuppen. Es ist ein Baudenkmal und in ihm befindet sich das Eisenbahnmuseum Weimar.

### Güterverkehr
Der Güterbahnhof Weimar ist nicht mehr in Betrieb, sondern vielmehr Gedenkort. Um- und Verladearbeiten finden hier nicht mehr statt, obwohl die Lagerhäuser mit Laderampe noch vorhanden sind.

## Ehemalige betriebliche Besonderheiten
Zwischen 23 Uhr und 5 Uhr (wochentags) bzw. 6 Uhr (Wochenende) war die Bahnhofshalle geschlossen und die Bahnsteige über einen seitlichen Nebeneingang („Osttunnel“) zu erreichen. Bis zur Einführung der neuen Fahrkartenautomaten im November 2009 bestand dadurch nachts für Reisende keine Möglichkeit, Fahrkarten zu erwerben.

## Verkehrsanbindung
In Weimar halten seit Inbetriebnahme der Neubaustrecke Richtung Erfurt im Dezember 2015 nur noch einzelne Intercity-Züge. Die Regional-Express-Linien RE 1/RE 3 verdichten sich zwischen Erfurt und Gera gemeinsam zu einem Stundentakt.

### Fern- und Regionalverkehr
| Linie                    | Fahrtverlauf | Fahrtverlauf | Takt (min)              | EVU                                                      |
| ------------------------ | --- | --- | ----------------------- | -------------------------------------------------------- |
| ICE 11                   | München Hbf – Stuttgart Hbf – Frankfurt am Main – Fulda – Eisenach Hbf – Erfurt Hbf – Weimar – Leipzig Hbf – Berlin Hbf | München Hbf – Stuttgart Hbf – Frankfurt am Main – Fulda – Eisenach Hbf – Erfurt Hbf – Weimar – Leipzig Hbf – Berlin Hbf | Einzelner Zug           | DB Fernverkehr AG                                        |
| IC 51                    | (Düsseldorf / Köln) – Kassel – Eisenach Hbf – Gotha – Erfurt Hbf – Weimar – Jena West – Jena-Göschwitz – Gera Hbf       | (Düsseldorf / Köln) – Kassel – Eisenach Hbf – Gotha – Erfurt Hbf – Weimar – Jena West – Jena-Göschwitz – Gera Hbf       | Drei Zugpaare           | DB Fernverkehr AG (zw. Erfurt und Gera auch als RE 51)   |
| IC 51                    | Köln Hbf – Düsseldorf Hbf – Essen Hbf – Dortmund Hbf – Bebra – Eisenach Hbf – Erfurt Hbf – Weimar – Leipzig Hbf         | Köln Hbf – Düsseldorf Hbf – Essen Hbf – Dortmund Hbf – Bebra – Eisenach Hbf – Erfurt Hbf – Weimar – Leipzig Hbf         | Zwei Zugpaare (Fr, So)  | DB Fernverkehr AG (zw. Erfurt und Weimar auch als RE 51) |
| RE 1                     | Göttingen – Leinefelde – Gotha – Erfurt – Weimar – Jena-Göschwitz – Gera – Gößnitz – Glauchau                           | Göttingen – Leinefelde – Gotha – Erfurt – Weimar – Jena-Göschwitz – Gera – Gößnitz – Glauchau                           | 120                     | DB Regio Südost                                          |
| RE 3                     | Erfurt – Weimar – Jena-Göschwitz – Gera –                                                                               | Altenburg | 120                     | DB Regio Südost                                          |
| RE 3                     | Erfurt – Weimar – Jena-Göschwitz – Gera –                                                                               | Greiz – Elsterberg | 120                     | DB Regio Südost                                          |
| RE 3                     | Erfurt – Weimar – Jena West – Jena-Göschwitz                                                                            | Erfurt – Weimar – Jena West – Jena-Göschwitz                                                                            | 120                     | DB Regio Südost                                          |
| RE 16                    | Erfurt – Weimar – Apolda – Naumburg (Saale) – Halle (Saale)                                                             | Erfurt – Weimar – Apolda – Naumburg (Saale) – Halle (Saale)                                                             | 060                     | Abellio Rail Mitteldeutschland                           |
| RB 20                    | Eisenach Hbf – Gotha – Erfurt Hbf – Weimar – Apolda – Naumburg (Saale) Hbf – Weißenfels – Bad Dürrenberg – Leipzig Hbf  | Eisenach Hbf – Gotha – Erfurt Hbf – Weimar – Apolda – Naumburg (Saale) Hbf – Weißenfels – Bad Dürrenberg – Leipzig Hbf  | 060                     | Abellio Rail Mitteldeutschland                           |
| RB 21                    | Erfurt – Weimar – Oberweimar – Jena-Göschwitz – Stadtroda – Hermsdorf-Klosterlausnitz – Gera                            | Erfurt – Weimar – Oberweimar – Jena-Göschwitz – Stadtroda – Hermsdorf-Klosterlausnitz – Gera                            | 060 (Mo–Fr) 120 (Sa–So) | Erfurter Bahn                                            |
| RB 26                    | Weimar – Weimar Berkaer Bf – Holzdorf – Bad Berka – Kranichfeld                                                         | Weimar – Weimar Berkaer Bf – Holzdorf – Bad Berka – Kranichfeld                                                         | 060                     | Erfurter Bahn                                            |
| Stand: 15. Dezember 2024 | | |                         |                                                          |